# Heilig Kreuz (Keyenberg)

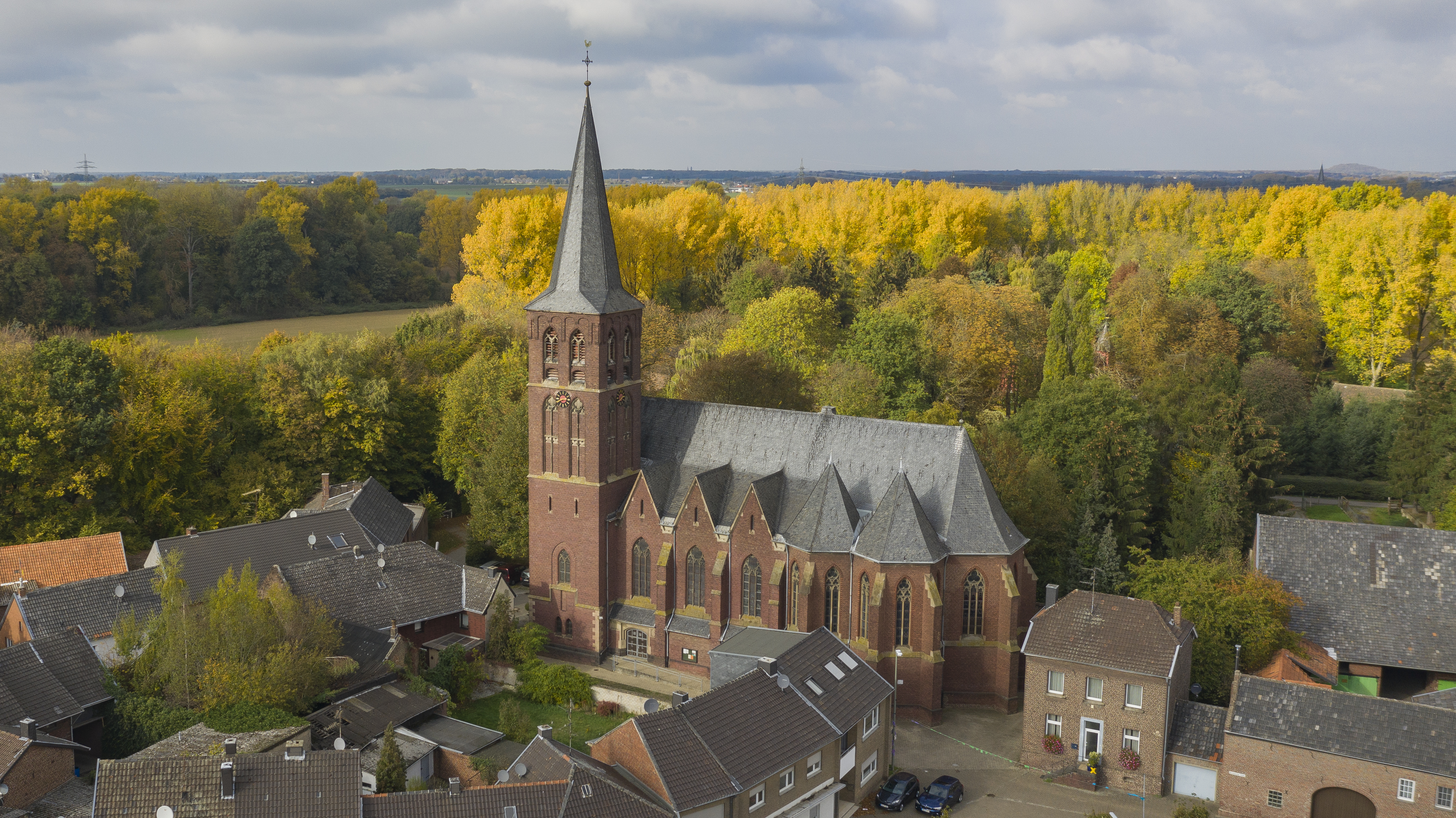
Heilig-Kreuz-Kirche in Keyenberg

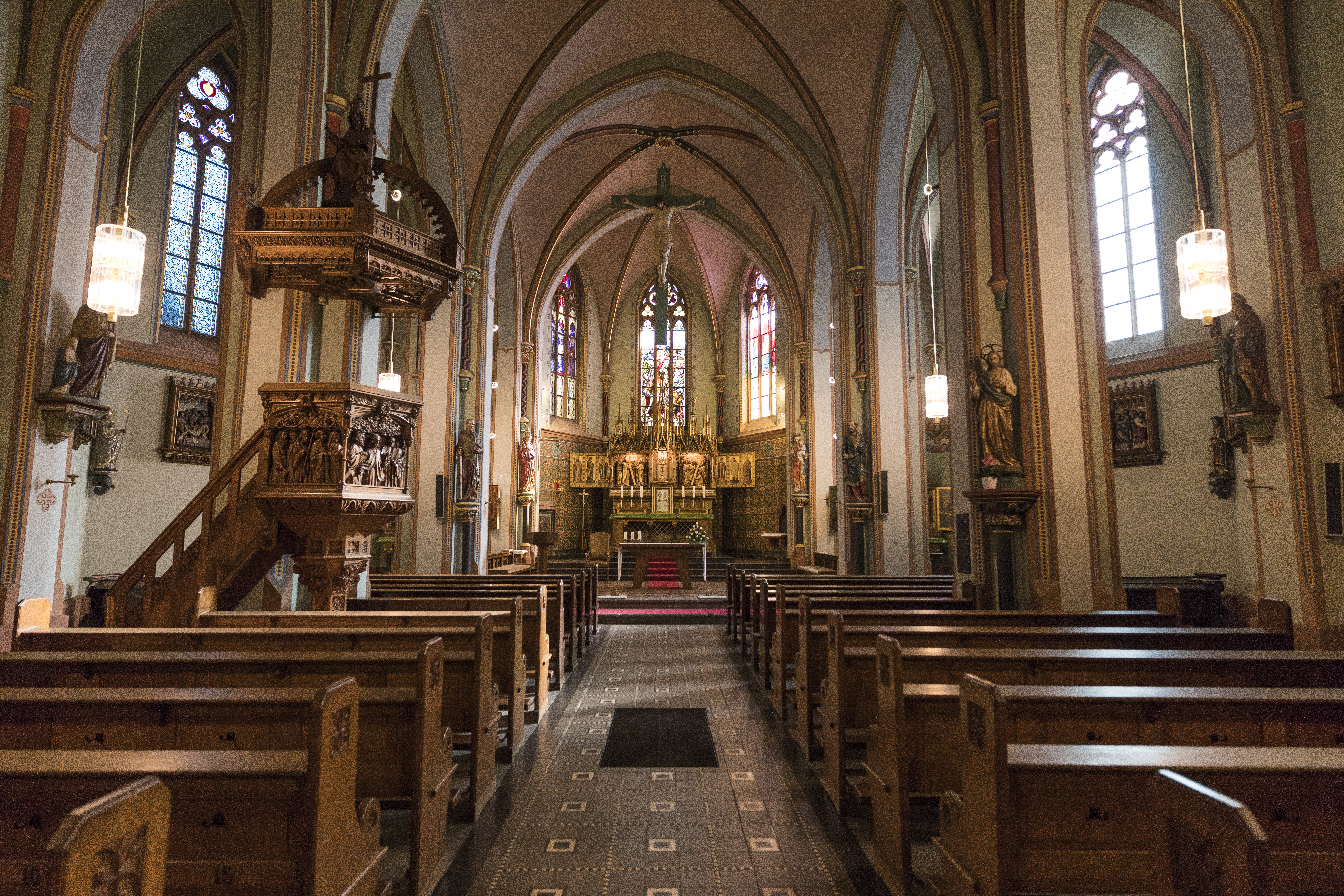
Innenraum

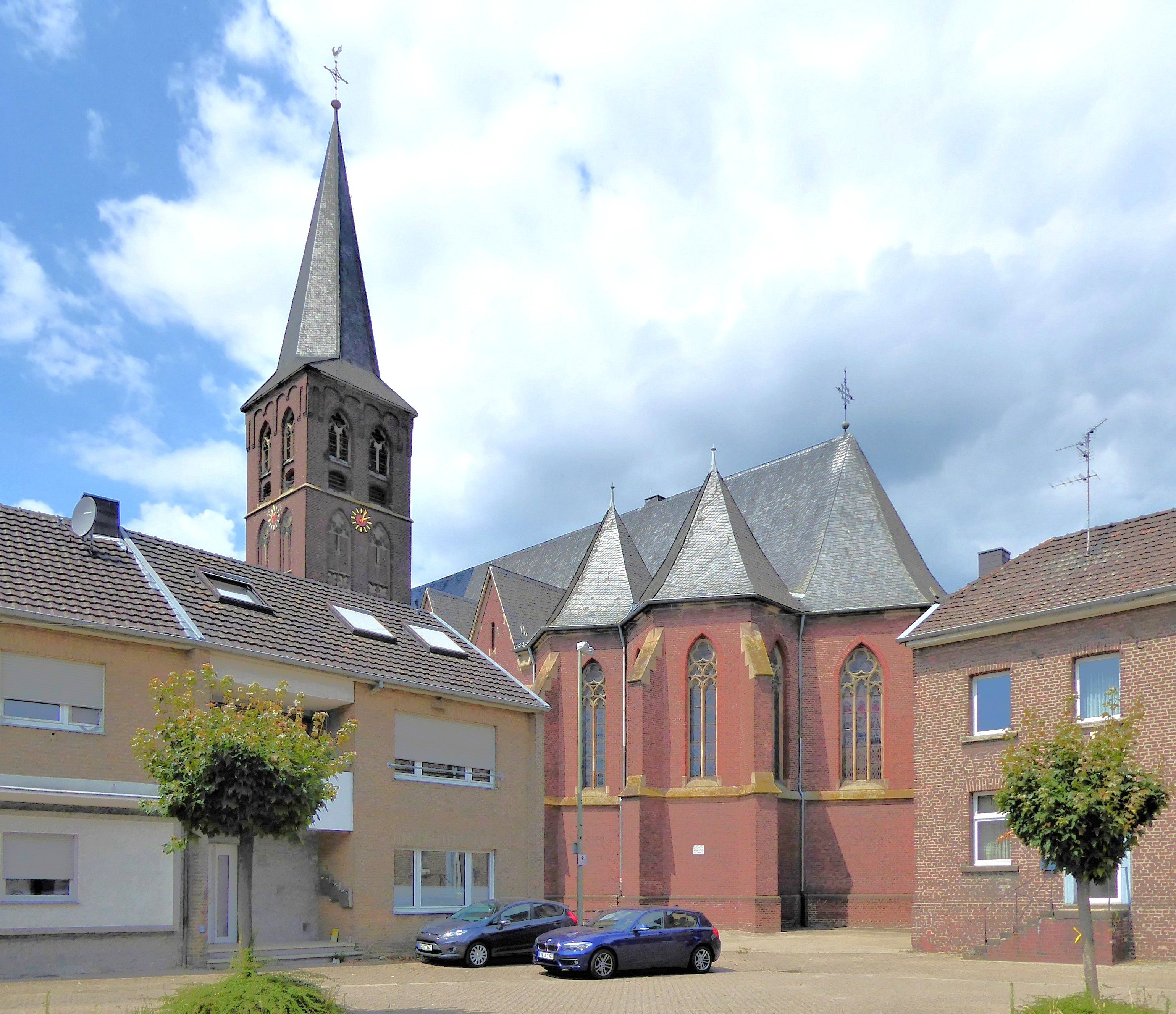
Blick von Südosten

Die Heilig-Kreuz-Kirche ist eine ehemalige römisch-katholische Pfarrkirche im Erkelenzer Stadtteil Keyenberg im Kreis Heinsberg in Nordrhein-Westfalen. Sie wurde in zwei Bauabschnitten im Jahr 1866 und zwischen den Jahren 1912 und 1913 nach Plänen von Friedrich von Schmidt und Heinrich Renard erbaut. Die Kirche wurde am 28. November 2021 profaniert.
Das Bauwerk ist unter Nummer 178 in die Liste der Baudenkmäler in Erkelenz eingetragen.

## Geschichte
Eine Kirche in Keyenberg wurde das erste Mal im Jahr 893 urkundlich erwähnt. Von diesem ersten Kirchenbau ist weiter nichts bekannt und wurde im 11. Jahrhundert durch einen romanischen Neubau ersetzt. In der ersten Hälfte des 13. Jahrhunderts wurde diese Kirche umgebaut. Das Kirchenschiff wurde erhöht und erhielt ein Gewölbe. Im 15. oder 16. Jahrhundert wurde ein nördliches Seitenschiff im Baustil der Spätgotik angebaut. In den Jahren 1562 und 1563 wurde ein neuer Glockenturm errichtet. Im 17. oder 18. Jahrhundert wurde das Gotteshaus um ein südliches, barockes Seitenschiff erweitert, sodass die ursprünglich einschiffige Saalkirche nun dreischiffig war. Im Jahr 1818 wurde der alte Glockenturm abgerissen und ein neuer vor dem Kirchenschiff erbaut.
Im Jahr 1866 wurde der Ostteil der alten Kirche abgerissen und durch eine neue Choranlage im Baustil der Neugotik nach Plänen von Friedrich von Schmidt ersetzt. Geplant hatte er aber bereits einen vollständigen Neubau, der zu späterer Zeit vollendet werden sollte. So musste in den Jahren 1912 bis 1913 schließlich auch der Westteil der alten Kirche einer dreischiffigen, neugotischen Hallenkirche weichen. Ursprünglich sollte das Gotteshaus eine Doppelturmfassade erhalten, jedoch wurde nur der südliche Westturm vollständig errichtet.
Seit 2010 ist Keyenberg keine eigenständige Pfarrgemeinde mehr. Seitdem war die Heilig-Kreuz-Kirche eine Filialkirche. Sie wurde mit einigen anderen ehemaligen Pfarreien zur Pfarre St. Maria und Elisabeth Erkelenz fusioniert. Diese fusionierte wiederum 2015 mit der Pfarre St. Lambertus Erkelenz zur neuen Großpfarre Christkönig Erkelenz.
Mit Wirkung zum 28. November 2021 wurde die Heilig-Kreuz-Kirche durch Dekret des Bischofs von Aachen, Dr. Helmut Dieser ohne den normalerweise üblichen letzten Gottesdienst profaniert. Die Gläubigen hatten am Tag zuvor Gelegenheit, sich von der Kirche zu verabschieden.

## Ausstattung
Im Innern der Kirche hat sich eine sehr reichhaltige neogotische Ausstattung erhalten. Besonders erwähnenswert sind der Hochaltar, Entwurf von Friedrich von Schmidt mit zugehörigen Nebenaltären, die hölzerne und reich verzierte Kanzel, der reliefartige Kreuzweg und eine Marienstatue. Einige Fenster stammen aus dem Jahr 1914 und wurden von W. H. Jansen angefertigt. Des Weiteren befinden sich Fenster von Robert Steimel in der Kirche. An wenigen Stellen ist die originale Bemalung aus der Erbauungszeit erhalten. Diese Reste dienten bei der Renovierung 1986 als Grundlage der vereinfacht wiederhergestellten Ausmalung. Neben der neugotischen Ausstattung, zu der auch das Triumphkreuz gehört, befindet sich im Innenraum noch eine Anna-Selbdritt-Gruppe aus dem 15. Jahrhundert, welche stehend angeordnet ist. Die meisten anderen Figuren stammen aus der ersten Hälfte des 20. Jahrhunderts.

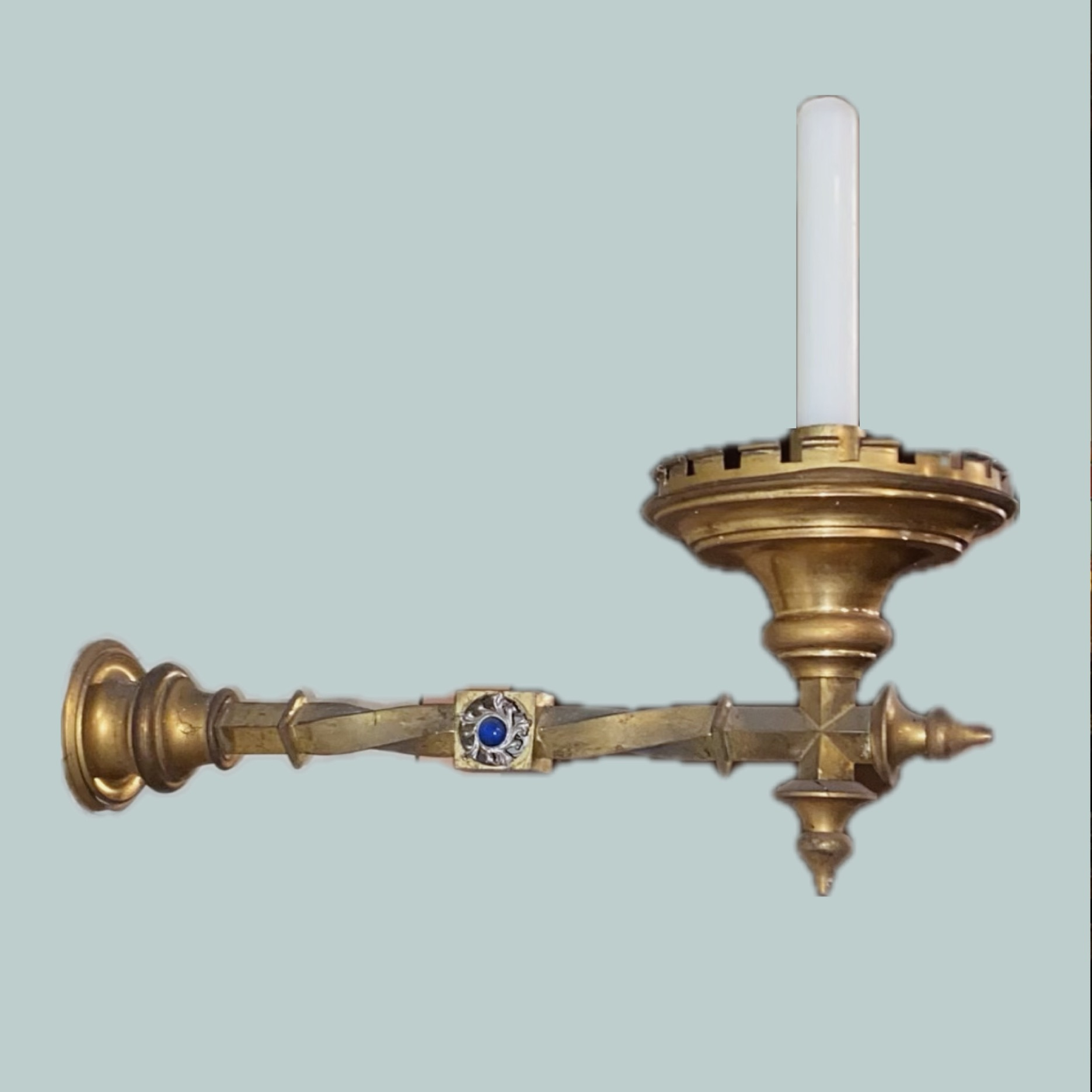
Apostelleuchter, neugotisch, 1. Viertel 20. Jh.
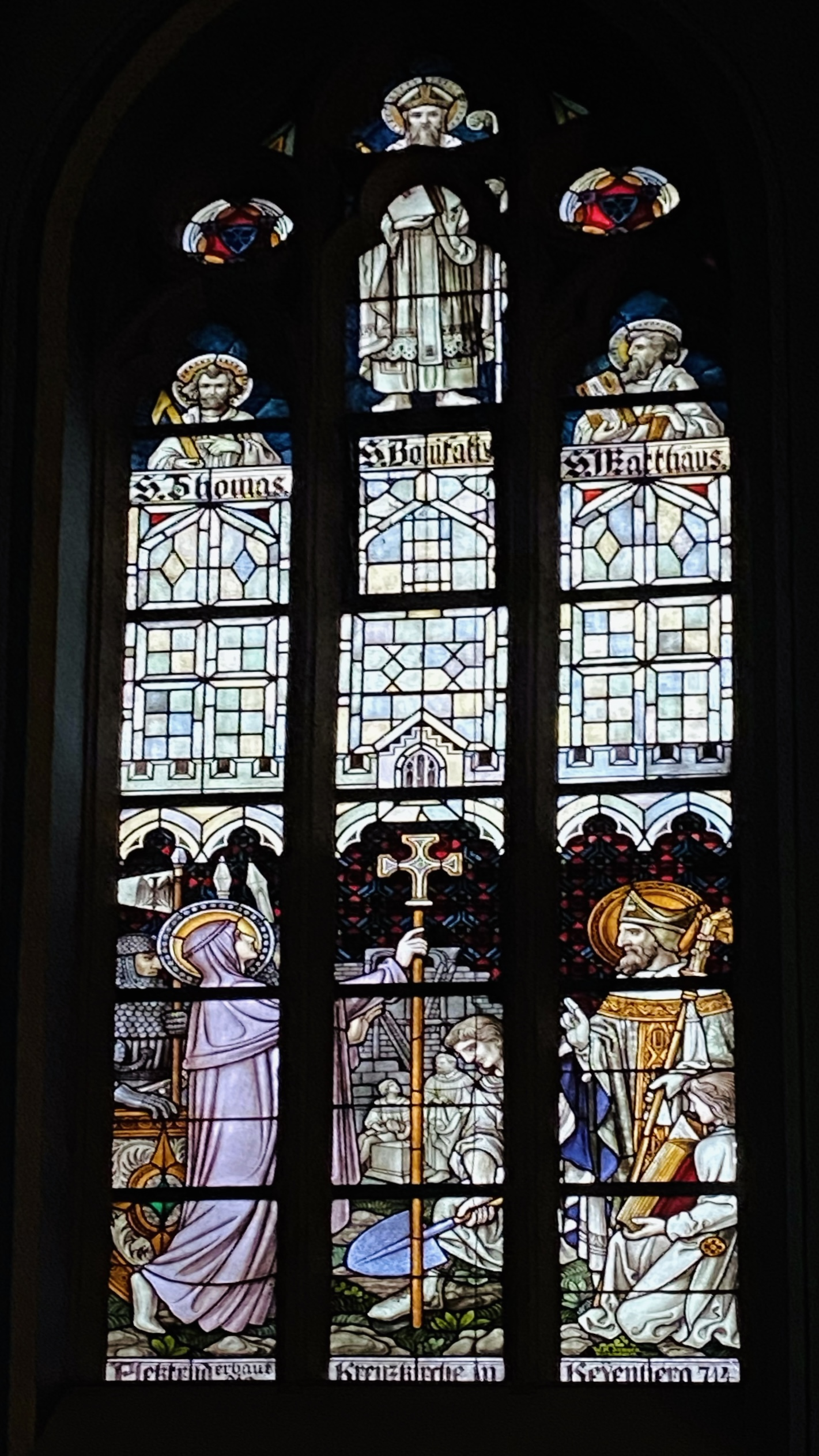
Glasmalerei, Bleiglasfenster, Plektrudis erbaut die Kreuzkirche in Keyenberg 714. Fa. Wilhelm Heinrich Jansen, 1914–1915, Fenster im Seitenschiff

## Ewigkeitssgräber

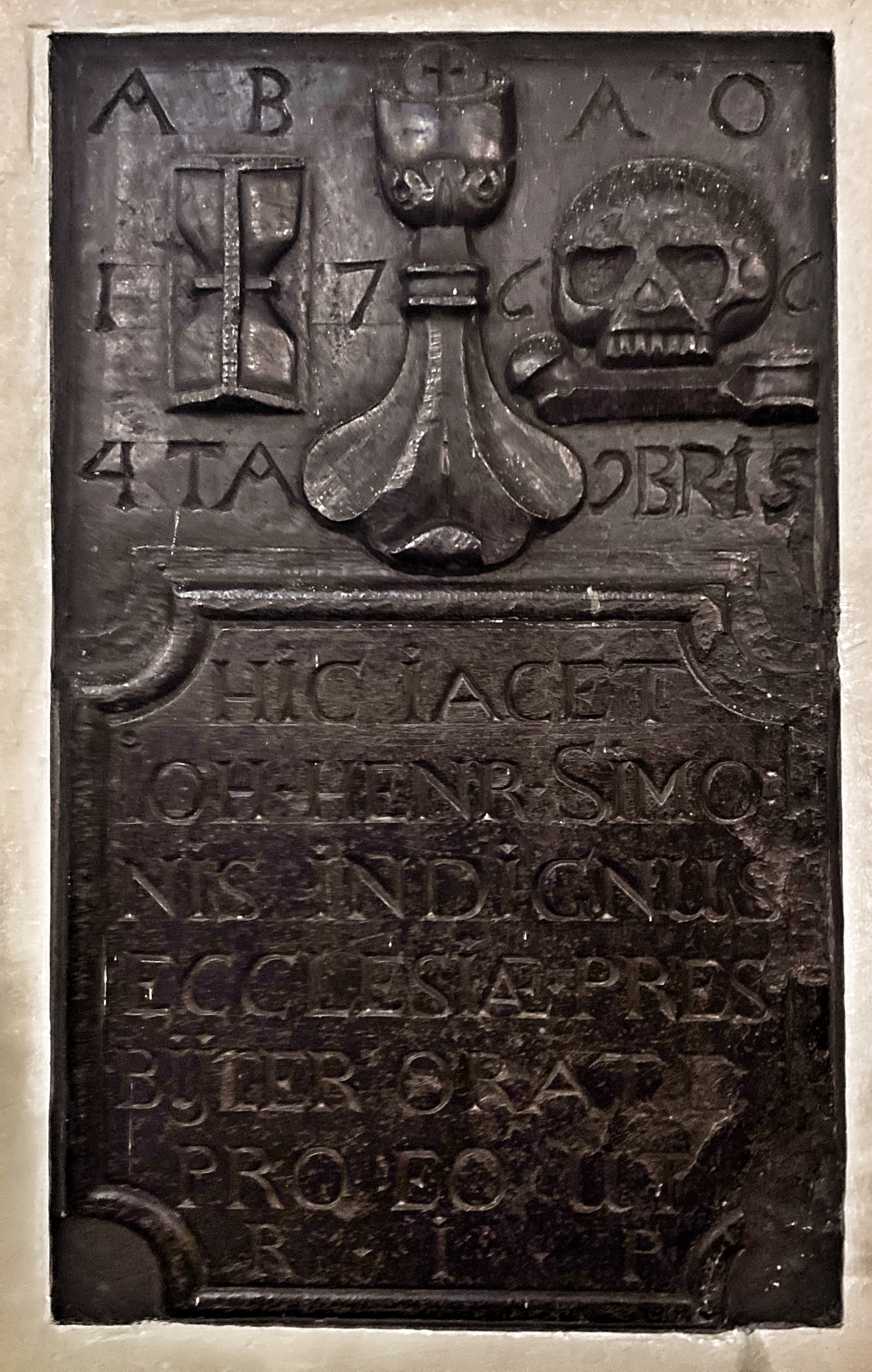
Grabdenkmal des Pfarrers Johann Heinrich Simonis, 1766

In der Kirche zu Keyenberg wurden Priester und Mitglieder des Geschlechts Zours zu Zours (Zourshof) und Keyenberg beigesetzt. Diese Ehrengräber wurden 1912 bei dem Abriss des alten Kirchenschiffs geöffnet bzw. zerstört. Ein Teil der alten Grabplatten wurden an der nördlichen Außenwand angebracht. Eine Grabplatte die nach dem Ausbau nicht mehr zu retten war, ist als Neuanfertigung in halber Größe ebenfalls an der Nordwand außen angebracht.
Der Ehrenplatz in der Kirche war für einen Toten eines Rittergeschlechts zu dieser Zeit von besonderer Bedeutung. Eine Grabstätte in der Kirche auf Ewig, wenn möglich vor dem Altare, war eine besondere Ehre, und zeugte von einer vorbildlichen christlichen Lebensweise und Verdiensten des Verstorbenen für die Kirche, so das ihm das „Ewige Licht“ der Kirche ewig leuchte. Das Glaubensverständnis dieses nachhaltig denkenden Standes war durch tiefe Gläubigkeit und praktizierten Erinnerungskultur an die Verstorbenen geprägt. Die Herren eines Rittersitzes hatten meist auch das Patronatsrecht inne. Kirchliche Stiftungen bildeten seit dem Mittelalter einen wichtigen Bestandteil der religiösen Erinnerung im Selbstverständnis des Adels, um sich und seinen Nachkommen ein bleibendes Gedenken zu schaffen.
Unter ihnen:
- Wilhelm von Zours († 18. Mai 1634)

- Anna von Zours († 25. April 1655)

- Elisabeth von Zours († 25. September 1662) (Grabplatte befindet sich in der Außenmauer der Kirche)

## Glocken
| Nr. | Name        | Durchmesser (mm) | Masse (kg, ca.) | Schlagton (HT-1/16) | Gießer                                               | Gussjahr |
| 1   | Sebastianus | 1.320            | 1.450           | dis′ +3             | Hans Hüesker, Fa. Petit & Gebr. Edelbrock, Gescher   | 1957     |
| 2   | Maria       | 1.173            | 810             | fis′ +1             | Johann und Jakob von Venlo, Venlo                    | 1455     |
| 3   | Dionysius   | 980              | 550             | gis′ +6             | Werner Hüesker, Fa. Petit & Gebr. Edelbrock, Gescher | 1922     |

Motiv: Te Deum
Die Glocken wurden am 3. September 2021 aus Heilig Kreuz ausgebaut, um sie in den neuen Kirchenbau in Keyenberg einzubauen. Dort werden sie in Zukunft wieder die Menschen zum Gottesdienst rufen.

## Pfarrer
Folgende Priester wirkten bis zur Auflösung der Pfarre 2010 als Pfarrer an Heilig Kreuz:
- 1473: Johann von Gevenich
- 1557: Peter von Freilenberg († 1557)
- 1557–1558: Dietrich Theodor Koch
- 1558: Johann Scholl
- 1558: Wilhelm Michaelis
- 1566: Johann Heister
- 1575: Wilhelm Bourfiant/Baurenfeindt († 1575)
- 1595: Winand Balchem
- 1594: Hinrich Essers
- 1606–1618: Heinrich Vogs
- 1618–1658: Heinrich Bierwirtz
- 1659–1666: Johann Hensaeus
- 1666–1701: Henricus Schnitzler
- 1701–1734: Matthias Claessen
- 1734–1766: Johannes Heinrich Simonis
- 1766–1794: Mathias Augustin Claessen
- 1794–1811: Johann Peter Josef Schmitz
- 1811–1831: Johann Reiner Laumen
- 1831–1857: Clemens Joseph Holzapfel
- 1857–1891: Ferdinand Hubert Hammels
- 1891–1896: Gottfried Hintzen
- 1896–1924: Albert Roemer
- 1924–1933: Alexander Schulte
- 1933–1936: Heinrich Ruffini
- 1936–1952: Johannes Josef Schmitz
- 1952–1963: Josef Prömpler
- 1963–1977: Gilbert Hogenes
- 1977–1995: Bernhard Steffes
- 1995–2002: Ulrich Lühring
- 2002–2010: Franz Josef Semrau